# What If… Hela Found the Ten Rings?
«What If… Hela Found the Ten Rings?» (с англ. — «Что, если… Хела нашла бы Десять колец?») — седьмой эпизод второго сезона американского анимационного телесериала «Что, если…?», основанного на одноимённой серии комиксов издания Marvel Comics.
В данном эпизоде исследуется вопрос о том, что было бы, если бы Один изгнал Хелу на Землю, вместо Хельхейма. Сценарий к эпизоду написал Мэттью Чонси, а режиссёром выступил Брайан Эндрюс.
Джеффри Райт повествует события мультсериала в роли Наблюдателя. Кейт Бланшетт вернулась к озвучиванию Хелы — главного героя данного эпизода.
Разработка второго сезона началась в декабре 2019 года. Однако из-за задержек в производстве, вызванных пандемией COVID-19 во время создания первого сезона, было объявлено, что первые два сезона будут состоять из девяти эпизодов каждый.
Эпизод «Что, если… Хела нашла бы Десять колец?» был выпущен на стриминговом сервисе Disney+ 28 декабря 2023 года.

## Сюжет
Примерно в ~1000 году нашей эры Один изгоняет богиню смерти Хелу из Асгарда за её жестокость и презрение к жизни в Мидгард (Земля), вместо Хельхейма, уничтожив Мьёльнир, а также лишив её сил и короны, при этом зачаровав её условием, что только тот, кто проявит милосердие будет достоин короны и силы Хелы.
На Земле корону находит армия «Десять колец» под предводительством Сюй Венву, обладающим десятью кольцами. К короне также приходит Хела и пытается бороться за корону, после чего понимает, что лишена сил и стала смертной. Венву разрешает ей попробовать взять корону, однако у Хелы не выходит и её берут в плен. Венву приводит её в свои покои на своей территории и пытается мирно уговорить её выступить с ним против мира. Хела отказывается и нападает на него, пытаясь забрать кольца. Не сумев сделать это, Хела сбегает и встречает хундуня, который помогает ей достичь мистической деревни Та Ло.
Жители Та Ло принимают Хелу и обучают её своим искусствам, также предупредив её, что в случае предательства она будет иметь дело с драконом Великой Защитницей. Страж леса перед Та Ло — Джайи обучает её искусству защиты с помощью магии, напоминая ей её цель в жизни — обретение свободы, а не убийство Одина и покорение космоса. Тем временем Хеймдалл теряет Хелу из поля зрения и докладывает об этом Одину, заявляя что в Мидгарде имеется сила, способная покорить Бога. Один выступает на Землю с целью завладения десятью кольцами.
Хела видит вторжение Одина и одна отправляется к Венву. Армия Асгарда нападает на «Десять колец», постепенно побеждая, однако прибывает Хела и вместе с Венву начинает сражаться с Одином. Отняв у Одина Гунгнир, Хела и Венву побеждают и Хела пытается уговорить Одина закончить войну и жить с миром. Один противится, возмущаясь тем, что Хела, будучи убийцей внезапно стала ценить жизнь. Корона возвращается к Хеле и она вместе с Венву окончательно побеждает Одина. Он признаёт её силу и отдаёт ей трон, однако Хела отказывается, считая своей целью искоренение зла.
Асгард и «Десять колец» объединяются и создают «Империю освободителей». Спустя некоторое время Хела вместе с Фенриром, Венву и армией «Десяти колец» атакуют войско безумного титана Таноса, осуществляющее вторжение на родную планету Гаморы — Зехоберию.

## Производство

### Разработка
В декабре 2019 года президент Marvel Studios Кевин Файги сообщил, что работа над вторым сезоном «Что, если…?», содержащим 10 эпизодов была начата и основанным на одноимённой серии комиксов издания Marvel Comics. В нём исследуется, как изменились бы события фильмов медиафраншизы «Кинематографическая вселенная Marvel» (КВМ), если бы некоторые события произошли бы иначе. Эшли Брэдли и Брайан Эндрюс вернулись в качестве главного сценариста и ведущего режиссёра соответственно и являются исполнительными продюсерами вместе с Брэдом Виндербаумом, Кевином Файги, Луисом Д’Эспозито и Викторией Алонсо.

### Сценарий
Сценарий к эпизоду был написан американским сценаристом Мэттью Чонси.

### Подбор актёров
Джеффри Райт повествует события мультсериала в роли Наблюдателя, а сама студия Marvel выразила надежду в возвращении актёров к озвучиванию своих персонажей в новом сезоне. Главную героиню — Хелу, озвучила Кейт Бланшетт. В озвучивании персонажей также приняли участие Джефф Бергман (Один), Феодор Чин (Сюй Венву), Лорен Том (Дзяйи) и Идрис Эльба (Хеймдалл). Старейшину Та Ло Сюнюаня озвучил Майкл Хагивара, а молодую Хелу — Лив Замора.

### Анимация
Брайан Эндрюс разработал стиль анимации «Сел-шейдинг» вместе с главой отдела визуального развития Marvel Studios Райаном Мейнердингом. Хотя сериал имеет единый художественный стиль, такие элементы, как камера и цветовая палитра, отличаются между эпизодами:4.

## Выпуск
Эпизод «Что, если… Хела нашла бы Десять колец?» был выпущен на стриминговом сервисе Disney+ 28 декабря 2023 года.

## Комментарии
1. ↑  Решение Одина изгнать Хелу на Землю вместо Хельхейма — момент, когда события эпизода расходятся с хронологической последовательностью «Священной линии времени», в частности с событиями фильмов «Тор» (2011) и «Шан-Чи и легенда десяти колец» (2021), создавая новое альтернативное временное ответвление.